# Stenonia dentata
Stenonia dentata är en mångfotingart som först beskrevs av Olivier 1792.  Stenonia dentata ingår i släktet Stenonia och familjen Chelodesmidae. Inga underarter finns listade i Catalogue of Life.